# Lacipa pubescens
Lacipa pubescens är en fjärilsart som beskrevs av Swinhoe 1903. Lacipa pubescens ingår i släktet Lacipa och familjen tofsspinnare. Inga underarter finns listade i Catalogue of Life.